# Vardan Ovsepian
Vardan Ovsepian (* 24. Mai 1975 in Armenien) ist ein armenisch-amerikanischer Jazzmusiker (Piano, Keyboard, Arrangement, Komposition).

## Leben und Wirken
Vardan Ovsepian, der armenische Wurzeln hat, besuchte 1990 bis 1992 das Romanos Melikyan Musikkolleg, studierte anschließend am Staatlichen Konservatorium in Eriwan, 1994/95 an der Estnischen Musikakademie, danach am Jazz-Konservatorium Helsinki und zwischen 1997 und 2000 am Berklee College of Music. Ovsepian arbeitete mit dem Peter Erskine New Trio, zu hören auf dem Alben Joy Luck (2011) und In Praise of Shadows (2016). Unter eigenem Namen legte er 2001 das Soloalbum Abandoned Wheel (Fresh Sound New Talent) mit Eigenkompositionen vor.
Für Fresh Sound entstanden auch die Produktionen Sketch Book (2002, mit Mick Goodrick, Joshua Davis, Take Toriyama und der Sängerin Monica Yngvesson) und Akunc (2004, mit Joshua Davis, Agnieszka Dziubak, Take Toriyama,  Monica Yngvesson). Im Bereich des Jazz war er zwischen 2001 und 2015 an elf Aufnahmesessions beteiligt. Sein Duo Fractal Limit mit Tatiana Parra, mit der er die Alben Lighthouse (2014) und Hand in Hand (2016) vorlegte, wurde 2017 mit dem ersten Achava Jazz Award ausgezeichnet. Zu seinen weiteren Bandprojekten gehört das Vardan Ovsepian Chamber Ensemble (VOCE). Mit Sunny Kim und Ben Monder legte er 2023 das Album Liminal Silence vor. Ferner betätigte er sich als Musikpädagoge und Autor. Ovsepian lebt in Los Angeles.

## Diskographische Hinweise
- Voce (2006)
- Aragast (2008)